# La Drôme Classic 2021
La Drôme Classic 2021 var den 8. udgave af det franske cykelløb La Drôme Classic. Det knap 180 km lange linjeløb blev kørt den 28. februar 2021 med start og mål i Eurre i den sydøstlige del af landet. Løbet var en del af UCI ProSeries 2021.
Italienske Andrea Bagioli fra Deceuninck-Quick Step kom alene i mål og vandt løbet. 11 sekunder efter kom Daryl Impey fra Israel Start-Up Nation, og Bagiolis danske holdkammerat Mikkel Frølich Honoré tog sig af tredjepladsen.

## Resultat
| \| Samlede stilling \| Samlede stilling \| Samlede stilling \| Samlede stilling \| Samlede stilling \| \| Rytter \| Rytter \| Hold \| Tid \| \| \| ---------------- \| ---------------- \| ---------------------- \| ---------------- \| ---------------- \| \| 1. \| Andrea Bagioli \| Deceuninck-Quick Step \| 4t 23' 18" \| \| \| 2. \| Daryl Impey \| Israel Start-Up Nation \| + 11" \| \| \| 3. \| Mikkel Honoré \| Deceuninck-Quick Step \| + 11" \| \| \| 4. \| Julien Simon \| Total Direct Énergie \| + 11" \| \| \| 5. \| Simon Clarke \| Qhubeka Assos \| + 11" \| \| \| 6. \| Dorian Godon \| AG2R Citroën Team \| + 11" \| \| \| 7. \| Biniam Girmay \| Delko \| + 11" \| \| \| 8. \| Cyril Gautier \| B&B Hotels p/b KTM \| + 11" \| \| \| 9. \| Warren Barguil \| Arkéa-Samsic \| + 11" \| \| \| 10. \| Petr Vakoč \| Alpecin-Fenix \| + 11" \| \| |                |                        |            |
| |                |                        |            |
| Kilde: ProCyclingStats |                |                        |            |
| Samlede stilling |                |                        |            |
| Rytter | Rytter         | Hold                   | Tid        |
| 1. | Andrea Bagioli | Deceuninck-Quick Step  | 4t 23' 18" |
| 2. | Daryl Impey    | Israel Start-Up Nation | + 11"      |
| 3. | Mikkel Honoré  | Deceuninck-Quick Step  | + 11"      |
| 4. | Julien Simon   | Total Direct Énergie   | + 11"      |
| 5. | Simon Clarke   | Qhubeka Assos          | + 11"      |
| 6. | Dorian Godon   | AG2R Citroën Team      | + 11"      |
| 7. | Biniam Girmay  | Delko                  | + 11"      |
| 8. | Cyril Gautier  | B&B Hotels p/b KTM     | + 11"      |
| 9. | Warren Barguil | Arkéa-Samsic           | + 11"      |
| 10. | Petr Vakoč     | Alpecin-Fenix          | + 11"      |

## Hold og ryttere
| UCI WorldTeams (11)- AG2R Citroën Team - Astana-Premier Tech - Cofidis - Deceuninck-Quick Step - EF Education-Nippo - Groupama-FDJ - Intermarché-Wanty-Gobert Matériaux - Israel Start-Up Nation - Qhubeka Assos - Trek-Segafredo - UAE Team Emirates UCI ProTeams (7)- Alpecin-Fenix - B&B Hotels p/b KTM - Bingoal-WB - Caja Rural-Seguros RGA - Delko - Arkéa-Samsic - Total Direct Énergie UCI Kontinentalhold (3)- Saint Michel-Auber 93 - Swiss Racing - Xelliss-Roubaix Lille Métropole |
| |

### Danske ryttere
| Danske ryttere på startlisten |                       |                       |           |
| Rygnummer                     | Rytter                | Hold                  | Placering |
| 52                            | Magnus Cort           | EF Education-Nippo    | 62        |
| 66                            | Alexander Kamp        | Trek-Segafredo        | 92        |
| 85                            | Mikkel Frølich Honoré | Deceuninck-Quick Step | 3         |
| 91                            | Jakob Fuglsang        | Astana-Premier Tech   | 36        |

* DNF = gennemførte ikke

### Startliste
| Qhubeka Assos TQA | Qhubeka Assos TQA     | Qhubeka Assos TQA |
| ----------------- | --------------------- | ----------------- |
| Nr.               | Rytter                | Placering         |
| 1                 | Simon Clarke (AUS)    | 5.                |
| 2                 | Fabio Aru (ITA)       | 32.               |
| 3                 | Connor Brown (NZL)    | DNF               |
| 4                 | Kilian Frankiny (SUI) | 46.               |
| 5                 | Robert Power (AUS)    | 74.               |
| 6                 | Mauro Schmid (SUI)    | 86.               |
| 7                 | Karel Vacek (CZE)     | DNF               |

| AG2R Citroën Team ACT | AG2R Citroën Team ACT        | AG2R Citroën Team ACT |
| --------------------- | ---------------------------- | --------------------- |
| Nr.                   | Rytter                       | Placering             |
| 11                    | Aurélien Paret-Peintre (FRA) | 13.                   |
| 12                    | Clément Champoussin (FRA)    | 31.                   |
| 13                    | Stan Dewulf (BEL)            | 41.                   |
| 14                    | Ben Gastauer (LUX)           | 54.                   |
| 15                    | Dorian Godon (FRA)           | 6.                    |
| 16                    | Clément Venturini (FRA)      | 11.                   |
| 17                    | Nans Peters (FRA)            | 22.                   |

| Groupama-FDJ GFC | Groupama-FDJ GFC            | Groupama-FDJ GFC |
| ---------------- | --------------------------- | ---------------- |
| Nr.              | Rytter                      | Placering        |
| 21               | David Gaudu (FRA)           | 20.              |
| 22               | Romain Seigle (FRA)         | 115.             |
| 23               | Bruno Armirail (FRA)        | 99.              |
| 24               | Simon Guglielmi (FRA)       | 65.              |
| 25               | Sébastien Reichenbach (SUI) | 107.             |
| 26               | Lars van den Berg (NED)     | 94.              |
| 27               | Ignatas Konovalovas (LTU)   | 109.             |

| Cofidis COF | Cofidis COF               | Cofidis COF |
| ----------- | ------------------------- | ----------- |
| Nr.         | Rytter                    | Placering   |
| 31          | Guillaume Martin (FRA)    | 18.         |
| 32          | Fernando Barceló (ESP)    | 75.         |
| 33          | Thomas Champion (FRA)     | 90.         |
| 34          | Simon Geschke (GER)       | 14.         |
| 35          | Jesús Herrada (ESP)       | 28.         |
| 36          | Nicolas Edet (FRA)        | 66.         |
| 37          | Pierre-Luc Périchon (FRA) | 69.         |

| Intermarché-Wanty-Gobert Matériaux IWG | Intermarché-Wanty-Gobert Matériaux IWG | Intermarché-Wanty-Gobert Matériaux IWG |
| -------------------------------------- | -------------------------------------- | -------------------------------------- |
| Nr.                                    | Rytter                                 | Placering                              |
| 41                                     | Jan Bakelants (BEL)                    | 15.                                    |
| 42                                     | Jeremy Bellicaud (FRA)                 | 85.                                    |
| 43                                     | Théo Delacroix (FRA)                   | 123.                                   |
| 44                                     | Odd Christian Eiking (NOR)             | 21.                                    |
| 45                                     | Maurits Lammertink (NED)               | 57.                                    |
| 46                                     | Lorenzo Rota (ITA)                     | 12.                                    |

| EF Education-Nippo EFN | EF Education-Nippo EFN | EF Education-Nippo EFN |
| ---------------------- | ---------------------- | ---------------------- |
| Nr.                    | Rytter                 | Placering              |
| 51                     | Alberto Bettiol (ITA)  | DNF                    |
| 52                     | Magnus Cort (DEN)      | 62.                    |
| 53                     | Fumiyuki Beppu (JPN)   | DNF                    |
| 54                     | Simon Carr (GBR)       | 27.                    |
| 55                     | Hugh Carthy (GBR)      | 43.                    |
| 56                     | Julien El Fares (FRA)  | 83.                    |
| 57                     | Hideto Nakane (JPN)    | DNF                    |

| Trek-Segafredo TFS | Trek-Segafredo TFS   | Trek-Segafredo TFS |
| ------------------ | -------------------- | ------------------ |
| Nr.                | Rytter               | Placering          |
| 61                 | Jacopo Mosca (ITA)   | 45.                |
| 62                 | Julien Bernard (FRA) | 100.               |
| 63                 | Michel Ries (LUX)    | 91.                |
| 64                 | Quinn Simmons (USA)  | 16.                |
| 65                 | Nicola Conci (ITA)   | 33.                |
| 66                 | Alexander Kamp (DEN) | 92.                |
| 67                 | Antonio Nibali (ITA) | DNF                |

| Israel Start-Up Nation ISN | Israel Start-Up Nation ISN | Israel Start-Up Nation ISN |
| -------------------------- | -------------------------- | -------------------------- |
| Nr.                        | Rytter                     | Placering                  |
| 71                         | Guy Niv (ISR)              | DNF                        |
| 72                         | Alessandro De Marchi (ITA) | 35.                        |
| 73                         | Daryl Impey (RSA)          | 2.                         |
| 74                         | Davide Cimolai (ITA)       | 120.                       |
| 75                         | Alexander Cataford (CAN)   | 76.                        |
| 76                         | Carl Fredrik Hagen (NOR)   | 64.                        |
| 77                         | James Piccoli (CAN)        | 71.                        |

| Deceuninck-Quick Step DQT | Deceuninck-Quick Step DQT | Deceuninck-Quick Step DQT |
| ------------------------- | ------------------------- | ------------------------- |
| Nr.                       | Rytter                    | Placering                 |
| 81                        | Rémi Cavagna (FRA)        | 44.                       |
| 82                        | Pieter Serry (BEL)        | 17.                       |
| 83                        | Josef Černý (CZE)         | 96.                       |
| 84                        | Dries Devenyns (BEL)      | 37.                       |
| 85                        | Mikkel Honoré (DEN)       | 3.                        |
| 86                        | James Knox (GBR)          | 34.                       |
| 87                        | Andrea Bagioli (ITA)      | 1.                        |

| Astana-Premier Tech APT | Astana-Premier Tech APT | Astana-Premier Tech APT |
| ----------------------- | ----------------------- | ----------------------- |
| Nr.                     | Rytter                  | Placering               |
| 91                      | Jakob Fuglsang (DEN)    | 36.                     |
| 92                      | Omar Fraile (ESP)       | 42.                     |
| 93                      | Jon Izagirre (ESP)      | 30.                     |
| 94                      | Hugo Houle (CAN)        | 67.                     |
| 95                      | Aleksandr Vlasov (RUS)  | 19.                     |
| 96                      | Vadim Pronskij (KAZ)    | 58.                     |
| 97                      | Óscar Rodríguez (ESP)   | 59.                     |

| UAE Team Emirates UAD | UAE Team Emirates UAD       | UAE Team Emirates UAD |
| --------------------- | --------------------------- | --------------------- |
| Nr.                   | Rytter                      | Placering             |
| 101                   | Rui Costa (POR)             | 49.                   |
| 102                   | Valerio Conti (ITA)         | DNF                   |
| 103                   | Alessandro Covi (ITA)       | 78.                   |
| 104                   | Ivo Oliveira (POR)          | 117.                  |
| 105                   | Rui Oliveira (POR)          | 124.                  |
| 106                   | Cristian Camilo Muñoz (COL) | DNF                   |
| 107                   | Aljaksandr Rabusjenka (BLR) | 98.                   |

| Total Direct Énergie TDE | Total Direct Énergie TDE | Total Direct Énergie TDE |
| ------------------------ | ------------------------ | ------------------------ |
| Nr.                      | Rytter                   | Placering                |
| 111                      | Leonardo Bonifazio (ITA) | 125.                     |
| 112                      | Jérémy Cabot (FRA)       | 93.                      |
| 113                      | Julien Simon (FRA)       | 4.                       |
| 114                      | Alexandre Geniez (FRA)   | 101.                     |
| 115                      | Fabien Doubey (FRA)      | 63.                      |
| 116                      | Paul Ourselin (FRA)      | 118.                     |
| 117                      | Alexis Vuillermoz (FRA)  | 40.                      |

| B&B Hotels p/b KTM BBK | B&B Hotels p/b KTM BBK | B&B Hotels p/b KTM BBK |
| ---------------------- | ---------------------- | ---------------------- |
| Nr.                    | Rytter                 | Placering              |
| 121                    | Kévin Réza (FRA)       | 55.                    |
| 122                    | Thibault Ferasse (FRA) | 47.                    |
| 123                    | Franck Bonnamour (FRA) | DNF                    |
| 124                    | Cyril Gautier (FRA)    | 8.                     |
| 125                    | Jonathan Hivert (FRA)  | 97.                    |
| 126                    | Nicola Bagioli (ITA)   | 104.                   |
| 127                    | Maxime Cam (FRA)       | 87.                    |

| Delko DKO | Delko DKO                | Delko DKO |
| --------- | ------------------------ | --------- |
| Nr.       | Rytter                   | Placering |
| 131       | Alessandro Fedeli (ITA)  | DNS       |
| 132       | Alexandre Delettre (FRA) | 89.       |
| 133       | Lucas De Rossi (FRA)     | 119.      |
| 134       | Biniam Girmay (ERI)      | 7.        |
| 135       | Delio Fernández (ESP)    | 108.      |
| 136       | Clément Berthet (FRA)    | 23.       |
| 137       | José Manuel Díaz (ESP)   | 24.       |

| Arkéa-Samsic ARK | Arkéa-Samsic ARK         | Arkéa-Samsic ARK |
| ---------------- | ------------------------ | ---------------- |
| Nr.              | Rytter                   | Placering        |
| 141              | Warren Barguil (FRA)     | 9.               |
| 142              | Maxime Bouet (FRA)       | 39.              |
| 143              | Anthony Delaplace (FRA)  | 26.              |
| 144              | Nacer Bouhanni (FRA)     | 56.              |
| 145              | Thibault Guernalec (FRA) | 80.              |
| 146              | Laurent Pichon (FRA)     | 84.              |
| 147              | Kévin Ledanois (FRA)     | 88.              |

| Bingoal-WB BWB | Bingoal-WB BWB           | Bingoal-WB BWB |
| -------------- | ------------------------ | -------------- |
| Nr.            | Rytter                   | Placering      |
| 151            | Laurens Huys (BEL)       | 68.            |
| 152            | Rémy Mertz (BEL)         | 81.            |
| 153            | Kenny Molly (BEL)        | 50.            |
| 154            | Mathijs Paasschens (NED) | 106.           |
| 155            | Jelle Vanendert (BEL)    | 29.            |
| 156            | Quentin Venner (BEL)     | 95.            |
| 157            | Luc Wirtgen (LUX)        | 52.            |

| Caja Rural-Seguros RGA CJR | Caja Rural-Seguros RGA CJR | Caja Rural-Seguros RGA CJR |
| -------------------------- | -------------------------- | -------------------------- |
| Nr.                        | Rytter                     | Placering                  |
| 161                        | Jonathan Lastra (ESP)      | 25.                        |
| 162                        | Orluis Aular (VEN)         | DNF                        |
| 163                        | Jon Barrenetxea (ESP)      | 102.                       |
| 164                        | Álvaro Cuadros (ESP)       | DNF                        |
| 165                        | Jon Irisarri (ESP)         | 82.                        |
| 166                        | Sergio Martín (ESP)        | DNF                        |
| 167                        | Jokin Murguialday (ESP)    | 51.                        |

| Alpecin-Fenix AFC | Alpecin-Fenix AFC       | Alpecin-Fenix AFC |
| ----------------- | ----------------------- | ----------------- |
| Nr.               | Rytter                  | Placering         |
| 171               | Petr Vakoč (CZE)        | 10.               |
| 172               | Tobias Bayer (AUT)      | 72.               |
| 173               | Louis Vervaeke (BEL)    | 38.               |
| 174               | Jimmy Janssens (BEL)    | 70.               |
| 175               | Philipp Walsleben (GER) | DNF               |
| 176               | Ben Tulett (GBR)        | 48.               |
| 177               | Kristian Sbaragli (ITA) | 113.              |

| Xelliss-Roubaix Lille Métropole XRL | Xelliss-Roubaix Lille Métropole XRL | Xelliss-Roubaix Lille Métropole XRL |
| ----------------------------------- | ----------------------------------- | ----------------------------------- |
| Nr.                                 | Rytter                              | Placering                           |
| 181                                 | Julien Antomarchi (FRA)             | DNF                                 |
| 182                                 | Ivan Centrone (LUX)                 | DNF                                 |
| 183                                 | Mathias De Witte (BEL)              | 53.                                 |
| 184                                 | Samuel Leroux (FRA)                 | 105.                                |
| 185                                 | Maxime Urruty (FRA)                 | 116.                                |
| 186                                 | Jérémy Leveau (FRA)                 | 73.                                 |
| 187                                 | Dylan Kowalski (FRA)                | 79.                                 |

| Swiss Racing Academy SRA | Swiss Racing Academy SRA | Swiss Racing Academy SRA |
| ------------------------ | ------------------------ | ------------------------ |
| Nr.                      | Rytter                   | Placering                |
| 191                      | Matthias Reutimann (SUI) | 111.                     |
| 192                      | Stuart Balfour (GBR)     | 112.                     |
| 193                      | Aloïs Charrin (FRA)      | 60.                      |
| 194                      | Damian Lüscher (SUI)     | 110.                     |
| 195                      | Cyrille Thièry (SUI)     | 121.                     |
| 196                      | Reto Müller (SUI)        | 103.                     |
| 197                      | Yannis Voisard (SUI)     | 77.                      |

| Saint Michel-Auber 93 AUB | Saint Michel-Auber 93 AUB | Saint Michel-Auber 93 AUB |
| ------------------------- | ------------------------- | ------------------------- |
| Nr.                       | Rytter                    | Placering                 |
| 201                       | Jason Tesson (FRA)        | DNF                       |
| 202                       | Tony Hurel (FRA)          | DNF                       |
| 203                       | Louis Louvet (FRA)        | 122.                      |
| 204                       | Anthony Maldonado (FRA)   | 114.                      |
| 205                       | Yoann Paillot (FRA)       | 61.                       |

| Qhubeka Assos TQA | Qhubeka Assos TQA     | Qhubeka Assos TQA |
| ----------------- | --------------------- | ----------------- |
| Nr.               | Rytter                | Placering         |
| 1                 | Simon Clarke (AUS)    | 5.                |
| 2                 | Fabio Aru (ITA)       | 32.               |
| 3                 | Connor Brown (NZL)    | DNF               |
| 4                 | Kilian Frankiny (SUI) | 46.               |
| 5                 | Robert Power (AUS)    | 74.               |
| 6                 | Mauro Schmid (SUI)    | 86.               |
| 7                 | Karel Vacek (CZE)     | DNF               |

| AG2R Citroën Team ACT | AG2R Citroën Team ACT        | AG2R Citroën Team ACT |
| --------------------- | ---------------------------- | --------------------- |
| Nr.                   | Rytter                       | Placering             |
| 11                    | Aurélien Paret-Peintre (FRA) | 13.                   |
| 12                    | Clément Champoussin (FRA)    | 31.                   |
| 13                    | Stan Dewulf (BEL)            | 41.                   |
| 14                    | Ben Gastauer (LUX)           | 54.                   |
| 15                    | Dorian Godon (FRA)           | 6.                    |
| 16                    | Clément Venturini (FRA)      | 11.                   |
| 17                    | Nans Peters (FRA)            | 22.                   |

| Groupama-FDJ GFC | Groupama-FDJ GFC            | Groupama-FDJ GFC |
| ---------------- | --------------------------- | ---------------- |
| Nr.              | Rytter                      | Placering        |
| 21               | David Gaudu (FRA)           | 20.              |
| 22               | Romain Seigle (FRA)         | 115.             |
| 23               | Bruno Armirail (FRA)        | 99.              |
| 24               | Simon Guglielmi (FRA)       | 65.              |
| 25               | Sébastien Reichenbach (SUI) | 107.             |
| 26               | Lars van den Berg (NED)     | 94.              |
| 27               | Ignatas Konovalovas (LTU)   | 109.             |

| Cofidis COF | Cofidis COF               | Cofidis COF |
| ----------- | ------------------------- | ----------- |
| Nr.         | Rytter                    | Placering   |
| 31          | Guillaume Martin (FRA)    | 18.         |
| 32          | Fernando Barceló (ESP)    | 75.         |
| 33          | Thomas Champion (FRA)     | 90.         |
| 34          | Simon Geschke (GER)       | 14.         |
| 35          | Jesús Herrada (ESP)       | 28.         |
| 36          | Nicolas Edet (FRA)        | 66.         |
| 37          | Pierre-Luc Périchon (FRA) | 69.         |

| Intermarché-Wanty-Gobert Matériaux IWG | Intermarché-Wanty-Gobert Matériaux IWG | Intermarché-Wanty-Gobert Matériaux IWG |
| -------------------------------------- | -------------------------------------- | -------------------------------------- |
| Nr.                                    | Rytter                                 | Placering                              |
| 41                                     | Jan Bakelants (BEL)                    | 15.                                    |
| 42                                     | Jeremy Bellicaud (FRA)                 | 85.                                    |
| 43                                     | Théo Delacroix (FRA)                   | 123.                                   |
| 44                                     | Odd Christian Eiking (NOR)             | 21.                                    |
| 45                                     | Maurits Lammertink (NED)               | 57.                                    |
| 46                                     | Lorenzo Rota (ITA)                     | 12.                                    |

| EF Education-Nippo EFN | EF Education-Nippo EFN | EF Education-Nippo EFN |
| ---------------------- | ---------------------- | ---------------------- |
| Nr.                    | Rytter                 | Placering              |
| 51                     | Alberto Bettiol (ITA)  | DNF                    |
| 52                     | Magnus Cort (DEN)      | 62.                    |
| 53                     | Fumiyuki Beppu (JPN)   | DNF                    |
| 54                     | Simon Carr (GBR)       | 27.                    |
| 55                     | Hugh Carthy (GBR)      | 43.                    |
| 56                     | Julien El Fares (FRA)  | 83.                    |
| 57                     | Hideto Nakane (JPN)    | DNF                    |

| Trek-Segafredo TFS | Trek-Segafredo TFS   | Trek-Segafredo TFS |
| ------------------ | -------------------- | ------------------ |
| Nr.                | Rytter               | Placering          |
| 61                 | Jacopo Mosca (ITA)   | 45.                |
| 62                 | Julien Bernard (FRA) | 100.               |
| 63                 | Michel Ries (LUX)    | 91.                |
| 64                 | Quinn Simmons (USA)  | 16.                |
| 65                 | Nicola Conci (ITA)   | 33.                |
| 66                 | Alexander Kamp (DEN) | 92.                |
| 67                 | Antonio Nibali (ITA) | DNF                |

| Israel Start-Up Nation ISN | Israel Start-Up Nation ISN | Israel Start-Up Nation ISN |
| -------------------------- | -------------------------- | -------------------------- |
| Nr.                        | Rytter                     | Placering                  |
| 71                         | Guy Niv (ISR)              | DNF                        |
| 72                         | Alessandro De Marchi (ITA) | 35.                        |
| 73                         | Daryl Impey (RSA)          | 2.                         |
| 74                         | Davide Cimolai (ITA)       | 120.                       |
| 75                         | Alexander Cataford (CAN)   | 76.                        |
| 76                         | Carl Fredrik Hagen (NOR)   | 64.                        |
| 77                         | James Piccoli (CAN)        | 71.                        |

| Deceuninck-Quick Step DQT | Deceuninck-Quick Step DQT | Deceuninck-Quick Step DQT |
| ------------------------- | ------------------------- | ------------------------- |
| Nr.                       | Rytter                    | Placering                 |
| 81                        | Rémi Cavagna (FRA)        | 44.                       |
| 82                        | Pieter Serry (BEL)        | 17.                       |
| 83                        | Josef Černý (CZE)         | 96.                       |
| 84                        | Dries Devenyns (BEL)      | 37.                       |
| 85                        | Mikkel Honoré (DEN)       | 3.                        |
| 86                        | James Knox (GBR)          | 34.                       |
| 87                        | Andrea Bagioli (ITA)      | 1.                        |

| Astana-Premier Tech APT | Astana-Premier Tech APT | Astana-Premier Tech APT |
| ----------------------- | ----------------------- | ----------------------- |
| Nr.                     | Rytter                  | Placering               |
| 91                      | Jakob Fuglsang (DEN)    | 36.                     |
| 92                      | Omar Fraile (ESP)       | 42.                     |
| 93                      | Jon Izagirre (ESP)      | 30.                     |
| 94                      | Hugo Houle (CAN)        | 67.                     |
| 95                      | Aleksandr Vlasov (RUS)  | 19.                     |
| 96                      | Vadim Pronskij (KAZ)    | 58.                     |
| 97                      | Óscar Rodríguez (ESP)   | 59.                     |

| UAE Team Emirates UAD | UAE Team Emirates UAD       | UAE Team Emirates UAD |
| --------------------- | --------------------------- | --------------------- |
| Nr.                   | Rytter                      | Placering             |
| 101                   | Rui Costa (POR)             | 49.                   |
| 102                   | Valerio Conti (ITA)         | DNF                   |
| 103                   | Alessandro Covi (ITA)       | 78.                   |
| 104                   | Ivo Oliveira (POR)          | 117.                  |
| 105                   | Rui Oliveira (POR)          | 124.                  |
| 106                   | Cristian Camilo Muñoz (COL) | DNF                   |
| 107                   | Aljaksandr Rabusjenka (BLR) | 98.                   |

| Total Direct Énergie TDE | Total Direct Énergie TDE | Total Direct Énergie TDE |
| ------------------------ | ------------------------ | ------------------------ |
| Nr.                      | Rytter                   | Placering                |
| 111                      | Leonardo Bonifazio (ITA) | 125.                     |
| 112                      | Jérémy Cabot (FRA)       | 93.                      |
| 113                      | Julien Simon (FRA)       | 4.                       |
| 114                      | Alexandre Geniez (FRA)   | 101.                     |
| 115                      | Fabien Doubey (FRA)      | 63.                      |
| 116                      | Paul Ourselin (FRA)      | 118.                     |
| 117                      | Alexis Vuillermoz (FRA)  | 40.                      |

| B&B Hotels p/b KTM BBK | B&B Hotels p/b KTM BBK | B&B Hotels p/b KTM BBK |
| ---------------------- | ---------------------- | ---------------------- |
| Nr.                    | Rytter                 | Placering              |
| 121                    | Kévin Réza (FRA)       | 55.                    |
| 122                    | Thibault Ferasse (FRA) | 47.                    |
| 123                    | Franck Bonnamour (FRA) | DNF                    |
| 124                    | Cyril Gautier (FRA)    | 8.                     |
| 125                    | Jonathan Hivert (FRA)  | 97.                    |
| 126                    | Nicola Bagioli (ITA)   | 104.                   |
| 127                    | Maxime Cam (FRA)       | 87.                    |

| Delko DKO | Delko DKO                | Delko DKO |
| --------- | ------------------------ | --------- |
| Nr.       | Rytter                   | Placering |
| 131       | Alessandro Fedeli (ITA)  | DNS       |
| 132       | Alexandre Delettre (FRA) | 89.       |
| 133       | Lucas De Rossi (FRA)     | 119.      |
| 134       | Biniam Girmay (ERI)      | 7.        |
| 135       | Delio Fernández (ESP)    | 108.      |
| 136       | Clément Berthet (FRA)    | 23.       |
| 137       | José Manuel Díaz (ESP)   | 24.       |

| Arkéa-Samsic ARK | Arkéa-Samsic ARK         | Arkéa-Samsic ARK |
| ---------------- | ------------------------ | ---------------- |
| Nr.              | Rytter                   | Placering        |
| 141              | Warren Barguil (FRA)     | 9.               |
| 142              | Maxime Bouet (FRA)       | 39.              |
| 143              | Anthony Delaplace (FRA)  | 26.              |
| 144              | Nacer Bouhanni (FRA)     | 56.              |
| 145              | Thibault Guernalec (FRA) | 80.              |
| 146              | Laurent Pichon (FRA)     | 84.              |
| 147              | Kévin Ledanois (FRA)     | 88.              |

| Bingoal-WB BWB | Bingoal-WB BWB           | Bingoal-WB BWB |
| -------------- | ------------------------ | -------------- |
| Nr.            | Rytter                   | Placering      |
| 151            | Laurens Huys (BEL)       | 68.            |
| 152            | Rémy Mertz (BEL)         | 81.            |
| 153            | Kenny Molly (BEL)        | 50.            |
| 154            | Mathijs Paasschens (NED) | 106.           |
| 155            | Jelle Vanendert (BEL)    | 29.            |
| 156            | Quentin Venner (BEL)     | 95.            |
| 157            | Luc Wirtgen (LUX)        | 52.            |

| Caja Rural-Seguros RGA CJR | Caja Rural-Seguros RGA CJR | Caja Rural-Seguros RGA CJR |
| -------------------------- | -------------------------- | -------------------------- |
| Nr.                        | Rytter                     | Placering                  |
| 161                        | Jonathan Lastra (ESP)      | 25.                        |
| 162                        | Orluis Aular (VEN)         | DNF                        |
| 163                        | Jon Barrenetxea (ESP)      | 102.                       |
| 164                        | Álvaro Cuadros (ESP)       | DNF                        |
| 165                        | Jon Irisarri (ESP)         | 82.                        |
| 166                        | Sergio Martín (ESP)        | DNF                        |
| 167                        | Jokin Murguialday (ESP)    | 51.                        |

| Alpecin-Fenix AFC | Alpecin-Fenix AFC       | Alpecin-Fenix AFC |
| ----------------- | ----------------------- | ----------------- |
| Nr.               | Rytter                  | Placering         |
| 171               | Petr Vakoč (CZE)        | 10.               |
| 172               | Tobias Bayer (AUT)      | 72.               |
| 173               | Louis Vervaeke (BEL)    | 38.               |
| 174               | Jimmy Janssens (BEL)    | 70.               |
| 175               | Philipp Walsleben (GER) | DNF               |
| 176               | Ben Tulett (GBR)        | 48.               |
| 177               | Kristian Sbaragli (ITA) | 113.              |

| Xelliss-Roubaix Lille Métropole XRL | Xelliss-Roubaix Lille Métropole XRL | Xelliss-Roubaix Lille Métropole XRL |
| ----------------------------------- | ----------------------------------- | ----------------------------------- |
| Nr.                                 | Rytter                              | Placering                           |
| 181                                 | Julien Antomarchi (FRA)             | DNF                                 |
| 182                                 | Ivan Centrone (LUX)                 | DNF                                 |
| 183                                 | Mathias De Witte (BEL)              | 53.                                 |
| 184                                 | Samuel Leroux (FRA)                 | 105.                                |
| 185                                 | Maxime Urruty (FRA)                 | 116.                                |
| 186                                 | Jérémy Leveau (FRA)                 | 73.                                 |
| 187                                 | Dylan Kowalski (FRA)                | 79.                                 |

| Swiss Racing Academy SRA | Swiss Racing Academy SRA | Swiss Racing Academy SRA |
| ------------------------ | ------------------------ | ------------------------ |
| Nr.                      | Rytter                   | Placering                |
| 191                      | Matthias Reutimann (SUI) | 111.                     |
| 192                      | Stuart Balfour (GBR)     | 112.                     |
| 193                      | Aloïs Charrin (FRA)      | 60.                      |
| 194                      | Damian Lüscher (SUI)     | 110.                     |
| 195                      | Cyrille Thièry (SUI)     | 121.                     |
| 196                      | Reto Müller (SUI)        | 103.                     |
| 197                      | Yannis Voisard (SUI)     | 77.                      |

| Saint Michel-Auber 93 AUB | Saint Michel-Auber 93 AUB | Saint Michel-Auber 93 AUB |
| ------------------------- | ------------------------- | ------------------------- |
| Nr.                       | Rytter                    | Placering                 |
| 201                       | Jason Tesson (FRA)        | DNF                       |
| 202                       | Tony Hurel (FRA)          | DNF                       |
| 203                       | Louis Louvet (FRA)        | 122.                      |
| 204                       | Anthony Maldonado (FRA)   | 114.                      |
| 205                       | Yoann Paillot (FRA)       | 61.                       |